# Frederike Kempe
Frederike Kempe (* 10. Februar 1997) ist eine deutsche Fußballspielerin, die seit Sommer 2025 bei Borussia Dortmund unter Vertrag steht.

## Karriere

### Vereine
Kempe begann als Sechsjährige beim SSV Meschede mit dem Fußballspielen. Im Sommer 2012 wechselte sie über die Zwischenstation SV Schmallenberg/Fredeburg in die Jugendabteilung des FSV Gütersloh 2009. Mit dessen B-Juniorinnen gewann sie 2013 den Titel in der Staffel West/Südwest und erreichte das Finale um die Deutsche Meisterschaft, in dem Gütersloh gegen den FC Bayern München mit 1:3 unterlag. Im März 2014 kam sie erstmals für den FSV in der 2. Bundesliga Nord zum Einsatz und gehörte in der Folgesaison fest zum Kader der ersten Mannschaft. Zur Saison 2015/16 unterschrieb Kempe einen Vertrag bei Bayer 04 Leverkusen. Ihr Bundesligadebüt gab sie am 30. August 2015 (1. Spieltag) als Einwechselspielerin bei der 0:4-Auswärtsniederlage gegen den SC Sand. Nach zwei weiteren Kurzeinsätzen stand sie am 4. Spieltag gegen die TSG 1899 Hoffenheim erstmals in der Startelf. Zur Saison 2021/22 wurde sie von RB Leipzig verpflichtet. Mit Leipzig wurde sie 2023 Zweitligameister und stieg in die Bundesliga auf.
Zur Saison 2025/26 schloss sie sich dem Regionalligisten Borussia Dortmund an.

### Nationalmannschaft
Nachdem sie 2013 einmalig für die U-16-Nationalmannschaft im Einsatz gewesen war, wurde Kempe im September 2015 für die erste Qualifikationsrunde zur Europameisterschaft 2016 in den Kader der U-19-Nationalmannschaft berufen. Ihr Debüt gab sie im Verlauf des Turniers am 15. September 2015 beim 2:0-Sieg gegen Ungarn. 2016 folgten drei Einsätze in der U-20-Nationalmannschaft.

### Erfolge
- Deutscher B-Juniorinnen-Vizemeister: 2013 (mit dem FSV Gütersloh 2009)
- Bundesligaaufsteiger: 2018 (mit Bayer 04 Leverkusen)
- Meister 2. Bundesliga: 2023 (mit RB Leipzig)

## Sonstiges
Kempe besuchte ab 2012 das Mädchenfußball-Internat im SportCentrum Kamen-Kaiserau und begann nach ihrem Abitur 2015 ein Studium an der Deutschen Sporthochschule in Köln.